# Електронен рок
Електронният рок, наричан също синтрок, електророк или цифров рок, е тип рок музика, създаден чрез електронни музикални инструменти. Има силна зависимост от технологичния напредък, в частност изобретяването и усъвършенстването на синтезатора, развитието на цифровия формат MIDI и компютърните технологии.
През 60-те някои рок музиканти започват да използват електронни инструменти в музиката си, например термена и мелотрона. До привършека на десетилетието Муг синтезаторът заема водещо място в звученето на зараждащите се прогресив рок групи, които имат надмощие в рок сцената от началото на 70-те години. След появата на пънк рока се образува опростен синт рок, който има тенденцията да използва новите цифрови технологии на мястото на традиционните инструменти. През 80-те електронният рок е доминиран от синт попа с комерсиални уклони. През 90-те се развиват биг бийтът и индъстриъл рокът, а в началото на новото хилядолетие се забелязва разпространението на звукозаписния софтуер, което води до създаване на нови жанрове, включително индитроника, електроклаш, денс пънк и ню рейв.